# Tentative d'assassinat de Bob Marley
 (février 2024).
Si vous disposez d'ouvrages ou d'articles de référence ou si vous connaissez des sites web de qualité traitant du thème abordé ici, merci de compléter l'article en donnant les références utiles à sa vérifiabilité et en les liant à la section « Notes et références ».
La tentative d'assassinat de Bob Marley est survenue en Jamaïque le 3 décembre 1976 lorsque sept hommes armés ont fait irruption dans la maison du musicien de reggae Bob Marley deux jours avant qu'il n'organise un concert pour tenter d'étouffer les violences récentes. Les politiciens de tous les horizons politiques espéraient capitaliser sur le soutien de Marley. Alors que Marley restait neutre, beaucoup le considéraient comme soutenant tacitement le premier ministre Michael Manley et son Parti national du peuple (PNP) socialiste démocratique. Marley et trois autres personnes ont été tirées, mais tous ont survécu. Les hommes armés ont été arrêtés, jugés et exécutés.

## Concert et polémique électorale
Bob Marley a affirmé ne pas être impliqué dans la politique jamaïcaine et avait initialement accepté de jouer une chanson à la condition que le concert ne soit pas politique. Cependant, après que Manley a déplacé les élections jusqu'au 15 décembre, les deux parties ont considéré le concert de Marley prévu dix jours seulement avant comme une approbation du PNP.

## Tentative d'assassinat
À 20 h 30, le 3 décembre 1976, deux jours avant le concert Smile Jamaica, sept hommes armés de fusils ont attaqué la maison de Marley au 56 Hope Road. Marley et son groupe étaient en pause de la répétition. La femme de Marley, Rita, a reçu une balle dans la tête dans sa voiture dans l'allée. Les hommes armés ont tiré sur Bob Marley dans la poitrine et le bras. Son manager, Don Taylor, a reçu une balle dans les jambes et le torse. Employé du groupe, Louis Griffiths a également reçu une balle dans le torse. Étonnamment, il n'y a eu aucun décès.
Bob Marley a déclaré au président du concert, Trevor Philips, que le chef du parti travailliste jamaïcain (JLP) Edward Seaga (le seul adversaire de Marley) aurait ordonné à son garde du corps, Lester "Jim Brown" Coke, d'être présent lors de la fusillade. Nancy Burke, la voisine et amie de Marley, se souvient avoir entendu le percussionniste des Wailers, Alvin Patterson, dire: "Est-ce que Seaga est des hommes! Venez tuer Bob!" Après la fusillade, de nombreux rapports ont indiqué que les hommes armés étaient retournés aux Tivoli Gardens, un quartier fidèle au JLP et abritant le Shower Posse.
Après la fusillade, l'ambassade américaine a envoyé une dépêche intitulé "Reggae Star Shot: Motif probablement politique". Dans la dépêche, l'ambassadeur Gerard a écrit:
"Certains voient cet incident comme une tentative par des hommes armés du JLP d'arrêter le concert, qui mettrait en vedette la musique" politiquement progressiste "de Marley et d'autres stars du reggae. D'autres y voient un complot profond visant à créer un jeune martyr jamaïcain progressiste, au bénéfice de la PNP. Ceux qui soutiennent ce dernier point de vue notent que les quatre personnes abattues, dont trois dont Marley, n'ont subi que des blessures mineures."
Timothy White, l'auteur de Catch a Fire, a affirmé que les informations qu'il avait reçues des responsables du JLP et du PNP ainsi que des forces de l'ordre américaines l'avaient amené à croire que Carl Byah "Mitchell", un homme armé du JLP, avait été engagé par la CIA pour organiser l'assassinat de Marley et que Lester Coke, alias Jim Brown, a mené la charge sur Hope Road.
Don Taylor, le directeur de Marley, a affirmé que Marley et lui étaient tous deux présents dans un tribunal du ghetto dans lequel les hommes armés qui ont tiré sur Marley ont été jugés et exécutés. Selon Taylor, avant que l'un des tireurs ne soit tué, il a affirmé que le travail avait été fait pour la CIA en échange de cocaïne et d'armes à feu.
Le concert Smile Jamaica, mis en vedette par Bob Marley & The Wailers, a eu lieu le 5 décembre au National Heroes Park, à Kingston.